# The F.C.C.
The F.C.C. (en akronym för The Flying Cunts of Chaos) är ett rockband från USA. Bandet består av medlemmarna Mario Pagliarulo, Erwin Khachikian, Troy Zeigler, Dan Monti och Jeff Mallow och grundades 2007. De började som ett kompband till Serj Tankian när han uppträdde med låtar från sitt debutalbum Elect the Dead. Den första konsert de hade tillsammans var på The Vic Theatre i Chicago den 12 oktober 2007. I januari 2009 meddelade Tankian att 2009 skulle bli det sista året The F.C.C. var hans kompband, även om de återigen spelade med Tankian när han uppträdde med låtar från sitt andra album Imperfect Harmonies under hösten 2010. The F.C.C.:s första singel, "Daysheet Blues", släpptes i juli 2010.

## Diskografi
Singlar
- 2010 – "Daysheet Blues"

The F.C.C. Spelade in ett album 2009, men albumet har inte utgivits.